# Ophiothrix vitrea
Ophiothrix vitrea är en ormstjärneart som beskrevs av Döderlein 1896. Ophiothrix vitrea ingår i släktet Ophiothrix och familjen Ophiothrichidae. Inga underarter finns listade i Catalogue of Life.